# Megan Is Missing
Megan Is Missing (Megan está perdida) es una película de terror psicológico de metraje encontrado estadounidense de 2011 escrita, dirigida, editada y coproducida por Michael Goi. La película gira en torno a los días anteriores a la desaparición de Megan Stewart (Rachel Quinn), una popular estudiante de secundaria en North Hollywood que decidió reunirse con un chico con el que estaba interactuando en línea, y la investigación posterior iniciada por su mejor amiga. Amy Herman (Amber Perkins). Goi basó la película en una serie de casos reales de secuestro de niños y enfatizó que su razón para destacar la violencia en la película era poner nerviosa a la gente, principalmente para que el espectador comprenda los riesgos modernos a los que están expuestos los niños en línea.
La película se convirtió en una sensación de la cultura pop en 2020 después de que se volviese viral en TikTok. Más tarde, Goi emitió advertencias públicas a los posibles espectadores.
Aunque fue filmada en 2006, la película no encontró distribución hasta que Anchor Bay Films le dio un estreno limitado en cines en 2011. Comercializada como una película educativa, Megan Is Missing fue prohibida en Nueva Zelanda desde su lanzamiento y ha sido fuertemente criticada por su naturaleza explotadora, mala actuación, violencia gráfica infligida a los niños protagonistas y sobresexualización de los jóvenes adolescentes. Goi escribió el guion en diez días y filmó la película en el transcurso de una semana. Por el contenido gráfico, solicitó que los padres del elenco joven estuvieran en el set durante el rodaje para que tuvieran plena conciencia de la participación de sus hijos en el proyecto.

## Argumento
El 2 de enero de 2007, la película presenta a Megan Stewart, una popular estudiante de secundaria que es muy conocida y querida entre sus compañeros. Sin embargo, vive una doble vida: sufre un historial de abuso sexual infantil y se ha vuelto adicta a las drogas. Mientras habla con una de sus amigas a través de la cámara web, se muestra que tiene una vida hogareña disfuncional debido a su turbulenta relación con su madre. Amy Herman, su mejor amiga, es una marginada que no quiere dejar de lado su infancia por completo. Estas dos, a pesar de sus personalidades opuestas, han formado un vínculo profundo basado en sus necesidades personales: Megan quiere que alguien la cuide de verdad, mientras que Amy quiere ser aceptada socialmente.
Para celebrar el próximo cumpleaños número 14 de Amy, Megan la invita a una fiesta rave a la que asistirá y la defiende con firmeza cuando una multitud superficial comienza a burlarse de ella. Esa noche, Amy se emborracha y es agredida físicamente cuando se niega a tener sexo con uno de los chicos que asisten a la fiesta. Se siente mortificada cuando accidentalmente se acerca a Megan realizando sexo oral con el anfitrión de la fiesta. Megan luego se disculpa por la mala experiencia. Mientras graba un diario en vídeo, Megan le cuenta la historia de su vida en la que revela que no sabe quién es su verdadero padre y que su padrastro está en prisión por violarla a los 9 años. Ella le explica a Amy que su relación hostil con su madre se debe a que ella nunca perdonó a Megan por denunciarlo a las autoridades. Amy la consuela rápidamente antes de que termine el vídeo.
Megan es presentada por un amigo a Josh, un hombre que dice ser un patinador de 17 años. Afirma que su hermano pequeño rompió su cámara web, lo que la deja incapaz de ver su rostro. Después de que Josh no se presenta en una fiesta a la que afirmó asistir, ella se enoja con él. Sin embargo, ella simpatiza con él cuando afirma que es tímido y se sintió intimidado por su popularidad. Amy comienza a sentirse excluida y Megan se la presenta antes de aceptar encontrarse en persona detrás de un restaurante. El 7 de enero se revela que desapareció y las autoridades comienzan a asumir que simplemente se escapó. Amy comienza un esfuerzo concentrado para encontrar a su amiga y habla con Josh en línea para ver si sabe algo sobre su paradero.
Este encuentro deja a Amy asustada debido a los comentarios amenazantes de Josh, y cuando ve imágenes de seguridad del secuestro de Megan, lo denuncia a la policía, lo que ayuda a reactivar la investigación. Posteriormente, fotografías perturbadoras de Megan siendo mutilada y torturada mientras está inmovilizada en un artilugio comienzan a aparecer en un foro de fetiches en línea. Tres semanas después de su desaparición, Amy visita un escondite personal debajo de un viejo puente donde ella y Megan solían contarse secretos y comienza a grabar un diario en vídeo con su osito de peluche favorito. Justo antes de que termine el vídeo, se ve a alguien a punto de agarrarla. Se revela luego que Amy también ha desaparecido. Los investigadores encuentran su cámara de vídeo en un cubo de basura cerca del escondite.
En imágenes sin editar que se encuentran en la cámara, Josh abre una puerta en un sótano donde ha estado escondiendo a Amy, quien está en ropa interior y encadenada a la pared. Posteriormente, es humillada, teniendo que mendigar por su osito de peluche y se ve obligada a comer en un plato para perros antes de ser violada violentamente. Más tarde regresa para disculparse y dice que la dejará ir. Luego le muestra un gran barril de plástico y le dice que se meta en él para que no sepa dónde vive cuando se vayan. Después de que Josh abre el barril, Amy huye gritando al ver el cadáver podrido de Megan adentro. Josh agarra a Amy y la obliga a entrar en el barril junto con el cuerpo de Megan antes de bloquearlo. Los momentos finales de la película lo muestran cavando una gran zanja en un bosque no identificable mientras Amy le suplica desesperadamente desde el interior del barril. Josh empuja el barril en el agujero y lo llena antes de tomar su linterna y alejarse. Durante los créditos finales, un clip muestra a Megan y Amy relajándose juntas en una cama, hablando de sus planes para el futuro.

## Reparto
- Amber Perkins como Amy Herman
- Rachel Quinn como Megan Stewart
- Dean Waite como Josh
- Jael Elizabeth Steinmeyer como Lexie
- Kara Wang como Kathy
- Brittany Hingle como Chelsea
- Carolina Sabate como Angie
- Trigve Hagenvcomo Gideon
- Curtis Wingfield como Ben
- April Stewart como Joyce Stewart
- Reyver Huante como Bill Herman
- Tammy Klein como Louise Herman
- Lauren Leah Mitchell como Callie Daniels
- Kevin Morris como el Detective Simonelli
- Craig Stoa como Leif
- Jay Gragnani como el Niño en el Vídeo

## Producción
La mayoría del elenco de Megan Is Missing eran actores sin experiencia o novatos. Rachel Quinn y Amber Perkins interpretaron los papeles de Megan y Amy. El papel del villano, Josh, fue otorgado al actor australiano Dean Waite. Quinn había protagonizado varios comerciales, industriales y películas estudiantiles antes de la filmación. La película también marcó el debut cinematográfico de Perkins, quien anteriormente solo había realizado trabajos de fondo para programas de televisión y comerciales.

## Prohibición en Nueva Zelanda
En octubre de 2011, la Oficina de Clasificación de Cine y Literatura de Nueva Zelanda prohibió el lanzamiento de esta película por parte de Anchor Bay al clasificarla como "objetable". Afirmaron que contenía violencia sexual y conducta sexual que involucraba a jóvenes en tal medida y grado, y de tal manera que si se publicaba sería 'perjudicial para el bien público'. Continuaron diciendo que disfrutó del espectáculo de la terrible experiencia de una niña, incluida una escena de violación de tres minutos. También afirmaron que sexualizaba la vida de las adolescentes a un "grado altamente explotador".

## Recepción
Megan is Missing recibió críticas generalmente negativas por parte de los críticos. En una reseña positiva para The Leaf-Chronicle (Tennessee), el crítico de cine Jamie Dexter comparó la película con la franquicia Actividad Paranormal y El Proyecto de la Bruja de Blair (1999) y elogió la trama, diciendo: "Me tomó días temblar la horrible sensación que dejó esta película en mí, pero eso solo significa que fue efectiva en lo que se propuso hacer: mostrar este escenario muy real y plausible de cómo funcionan los depredadores de Internet". En una reseña negativa de la Oklahoma Gazette, Rod Lott criticó principalmente la caracterización y representación de Megan, afirmando:

Aquí, lo único que logra el escritor/director Michael Goi es hacer que Megan sea 100% repugnante desde el principio. No te preocupas por ella porque él hace todo lo posible para presentarla como el tipo de niña que probablemente merece un buen golpe para derribarla de su pedestal. Honestamente, estaba tan harta de escucharla hablar con sus ladridos mezquinos y ensimismados, no podía esperar a que desapareciera. Esto es basura de aficionados disfrazada de una película de mensaje "importante".

Luego continúa condenando la actuación del resto del elenco:

Aunque es ficticio, "Megan Is Missing" tiene como objetivo ofrecer la experiencia de cinema-verite actualmente en boga, donde todo se ensambla a través de imágenes supuestamente encontradas, desde videocámaras y teléfonos inteligentes hasta cintas de vigilancia y noticieros, sin mencionar una fotografía que sale como un chiste, aunque claramente esa no es su intención. No ayuda que la película esté tan mal interpretada, se siente como una farsa. Cuando vemos un informe de noticias sobre actores que recrean un secuestro, el meta salta por error a la autoparodia.

Beyond Hollywood y DVD Verdict también criticaron la película, Beyond Hollywood la calificó de "mayormente decepcionante" y DVD Verdict afirmando que "[deseaban] que este disco no hubiera estado en la caja". HorrorNews.net dio una crítica más positiva, diciendo que la primera parte de la película "realmente funciona", aunque sintieron que los últimos veintidós minutos "fueron un poco por la borda".
Las críticas se dirigieron a la actuación, escritura, cinematografía, dirección y elección de fuentes, así como numerosos errores de producción; por ejemplo, el micrófono boom se puede ver en varias tomas y se puede escuchar al director Michael Goi diciendo "¡Acción!" durante una escena.

## Legado

### Cultura popular y advertencias del director
En noviembre de 2020, la película se convirtió en una sensación de la cultura pop después de que se volvió viral en TikTok. Muchos usuarios comenzaron a publicar sus reacciones a la película, calificándola de "traumatizante". El hashtag de la película tiene más de 83 millones de visitas. Más tarde, Goi emitió advertencias para los posibles espectadores: "No mires la película en medio de la noche. No mires la película solo. Y si ves las palabras" foto número uno" en la pantalla, tienes unos cuatro segundos para apagar la película si ya estás un poco asustado antes de empezar a ver cosas que tal vez no quieras ver".

## Nominación
Michael Goi fue seleccionado como candidato al Premio Camerimage 2010 al Mejor director debutante. 